# Olavi Köppä
Lasse Olavi Köppä (* 16. Mai 1951 in Kangasala) ist ein ehemaliger finnischer Eisschnellläufer.

## Werdegang
Köppä nahm von 1971 bis 1981 an internationalen Wettbewerben teil und wurde im Jahr 1976 finnischer Meister im Großen Vierkampf. Zudem kam er in der Saison 1975/76 bei der Mehrkampfweltmeisterschaft 1976 in Heerenveen auf den 21. Platz und bei der Mehrkampfeuropameisterschaft 1976 in Oslo auf den 15. Rang im Großen Vierkampf. Beim Saisonhöhepunkt, den Olympischen Winterspielen 1976 in Innsbruck, belegte er den 20. Platz über 5000 m, den zehnten Rang über 1500 m und den neunten Platz über 10.000 m. In der Saison 1976/77 lief er bei der Mehrkampfweltmeisterschaft 1977 in Heerenveen auf den 22. Platz und bei der Mehrkampfeuropameisterschaft 1977 in Larvik auf den 14. Rang im Großen Vierkampf. Im folgenden Jahr errang er bei der Mehrkampfeuropameisterschaft 1978 in Oslo den 21. Platz im Großen Vierkampf.

## Erfolge

### Olympische Spiele
- 1976 Innsbruck: 9. Platz 10.000 m, 10. Platz 1500 m, 20. Platz 5000 m

### Mehrkampf-Weltmeisterschaften
- 1976 Heerenveen: 21. Platz Großer Vierkampf
- 1977 Heerenveen: 22. Platz Großer Vierkampf

### Mehrkampf-Europameisterschaften
- 1976 Oslo: 15. Platz Großer Vierkampf
- 1977 Larvik: 14. Platz Großer Vierkampf
- 1978 Oslo: 21. Platz Großer Vierkampf

## Persönliche Bestzeiten
| Disziplin | Zeit         | Datum           | Ort    |
| --------- | ------------ | --------------- | ------ |
| 500 m     | 38,81 s      | 3. April 1978   | Almaty |
| 1000 m    | 1:18,92 min  | 16. April 1979  | Almaty |
| 1500 m    | 1:59,20 min  | 4. April 1978   | Almaty |
| 3000 m    | 4:11,40 min  | 4. April 1978   | Almaty |
| 5000 m    | 7:28,19 min  | 4. April 1978   | Almaty |
| 10.000 m  | 15:30,91 min | 31. Januar 1976 | Inzell |